# Subdivisões da Argentina
A República Argentina é composta de vinte e três províncias (em castelhano:  provincias, singular provincia) e a cidade autônoma de Buenos Aires (oficialmente Ciudad de Buenos Aires ou Ciudad Autónoma de Buenos Aires), a Capital da República. A cidade de Buenos Aires e as províncias têm as suas próprias constituições, mas existem em um sistema federal.
As províncias são divididas em departamentos (em castelhano:  departamentos, singular departamento), exceto a província de Buenos Aires, que é dividida em partidos, e a cidade de Buenos Aires, que é dividida em comunas.[carece de fontes?]

## Regiões

Argentina e suas regiões de integração provincial.

O país também é dividido em quatro regiões criadas por tratados interprovinciais para a integração regional das províncias. A província de Buenos Aires e a cidade de Buenos Aires, não fazem parte de qualquer região.
| Região                 | Províncias incluídas                                                                         |
| ---------------------- | -------------------------------------------------------------------------------------------- |
| Central                | Córdova, Entre Ríos, Santa Fé                                                                |
| Norte Grande Argentino | Catamarca, Chaco, Corrientes, Formosa, Jujuy, Misiones, Salta, Santiago del Estero, Tucumán, |
| Novo Cuyo              | La Rioja, Mendoza, San Juan, San Luis                                                        |
| Patagônia              | La Pampa, Neuquén, Rio Negro, Chubut, Santa Cruz, Terra do Fogo                              |